# Le Complot d'Aristote
Pour plus de détails, voir Fiche technique et Distribution.
Le Complot d'Aristote est un film camerounais (coproduction France - Royaume-Uni - Zimbabwe) réalisé par Jean-Pierre Bekolo et sorti en 1997.

## Synopsis
Des voyous, dans une ville d'Afrique du Sud, ont pris possession d'une salle de cinéma où ils projettent uniquement des films américains. Un cinéaste soucieux de promouvoir le cinéma africain décide de reprendre le contrôle de la salle afin d'y programmer des films correspondant à cette ambition. Sa démarche va se heurter à l'hostilité du groupe.

## Fiche technique
- Titre : Le Complot d'Aristote
- Réalisation : Jean-Pierre Bekolo
- Scénario : Jean-Pierre Bekolo
- Photographie : Régis Blondeau
- Son : Maguette Salla
- Musique : Jean-Claude Petit
- Montage : Aurélie Ricard
- Production : JBA Productions - Framework - British Film Institute
- Pays :  Cameroun
- Durée : 71 minutes
- Date de sortie : 1997 (présentation au FESPACO d'Ouagadougou)

## Distribution
- Ken Gampu
- Siputla Sebogodi
- Albee Lesotho
- Anthony Levendale

## Récompense
- Prix du meilleur son au Fespaco 1997[1]

## À propos du film
Dans un article consacré au réalisateur, Vincent Malausa évoque notamment Le Complot d'Aristote, « dont la dimension méta (le film s'inscrivait dans les célébrations du centenaire du cinéma) est plus proche de la transe coctalienne et baroque - plaisirs des matières, du grimage et du travestissement qui pourrait évoquer une forme africaine avant l'heure de l'imaginaire d'Ultra Pulpe - que de la pesanteur d'un hommage ».